# 斯特拉斯堡大学天文馆

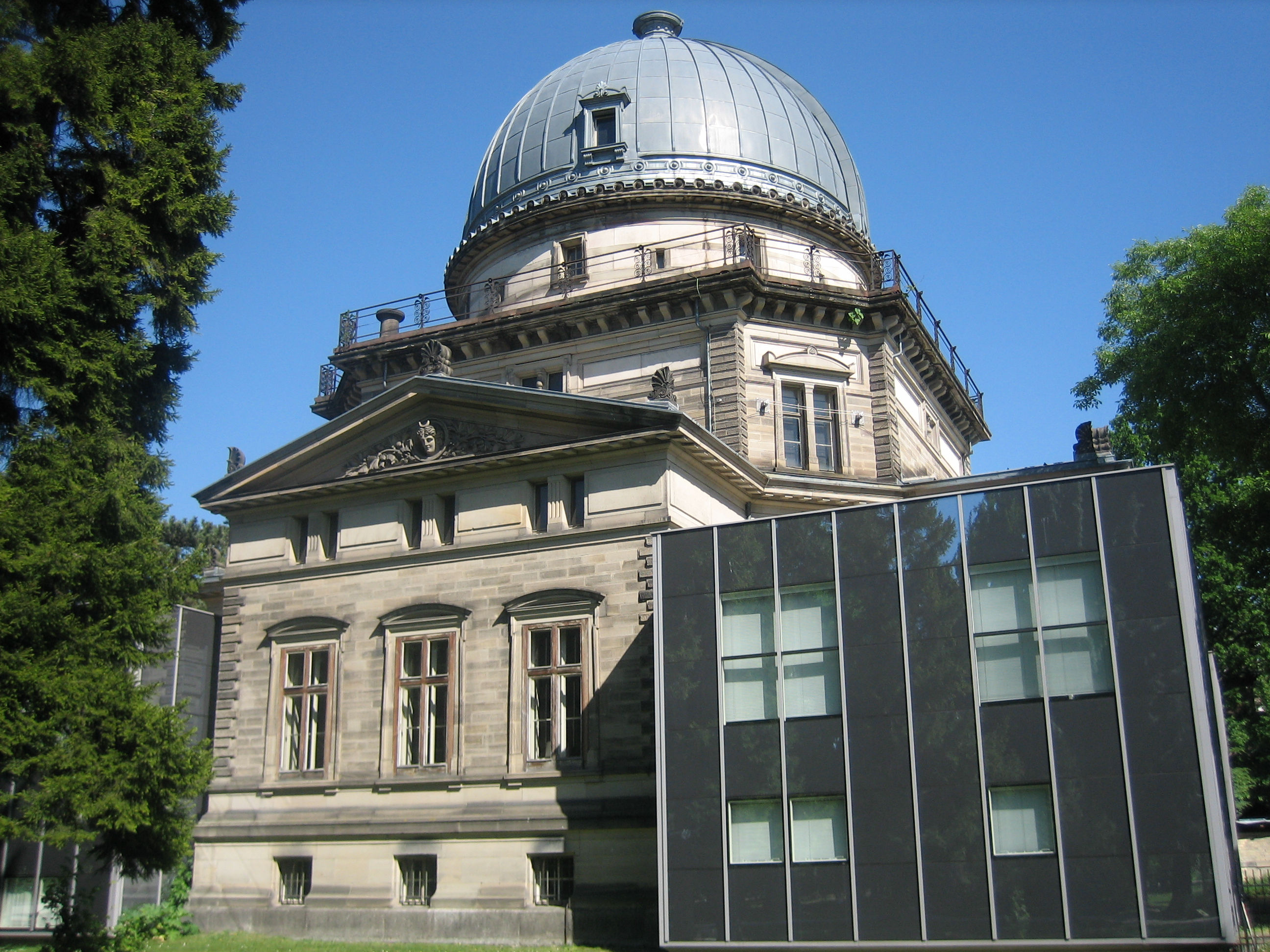
斯特拉斯堡大学天文馆外景。

斯特拉斯堡大学天文馆位于斯特拉斯堡Esplanade区的斯特拉斯堡天文台内，毗邻斯特拉斯堡大学植物园。天文馆始建于1981年，天文馆顶层的折射望远镜直径487毫米，是法国第三大折射望远镜，仅次于默东天文台和尼斯天文台。

### 参观和预约
天文馆实行限流制，每天参观名额固定，建议参观者提前预约。斯特拉斯堡居民和学生等参观者，可访问斯特拉斯堡大学网站 （页面存档备份，存于）进行预约。在每年9月–次年6月的大学学年中，天文馆还会放出Nocturnes夜场观测名额，此活动必须提前预约。